# Куп Србије и Црне Горе у фудбалу 2005/06.
Куп Србије и Црне Горе у фудбалу 2005/06. била је четврта и уједна последња сезона националног сезонског фудбалског купа Србије и Црне Горе. Бранилац титуле био је Железник (клуб је касније припојен Вождовцу). Црвена звезда је последњи победник такмичења.

## Прво коло
| Тим 1                  | Тим 2                   | Резултат         |
| ---------------------- | ----------------------- | ---------------- |
| Младост Подгорица      | Вождовац                | 2 : 0            |
| Земун                  | Будућност Банатски Двор | 1 : 0            |
| Партизан               | Јавор                   | 2 : 0            |
| Рад                    | Чукарички               | 2 : 1            |
| Младост Апатин         | Обилић                  | 0 : 1            |
| ПСК Панчево            | Хајдук Кула             | 0 : 1            |
| Власина                | Будућност Подгорица     | 1 : 0            |
| Младост Лучани         | Смедерево               | 0 : 0 (пен: 6:7) |
| Црвена стијена         | Војводина               | 2 : 0            |
| Колубара               | Борац Чачак             | 0 : 0 (пен: 3:2) |
| Сутјеска               | Мачва                   | 1 : 0            |
| Хајдук Београд         | Раднички Ниш            | 0 : 0 (пен: 3:5) |
| Тимок                  | Раднички Београд        | 2 : 0            |
| Мокра Гора             | ОФК Београд             | 0 : 3            |
| Раднички Сомбор        | Зета                    | 1 : 0            |
| Таково Горњи Милановац | Црвена звезда           | 0 : 1            |

## Друго коло
| Тим 1           | Тим 2             | Резултат         |
| --------------- | ----------------- | ---------------- |
| ОФК Београд     | Обилић            | 2 : 1            |
| Хајдук Кула     | Сутјеска          | 2 : 0            |
| Раднички Ниш    | Земун             | 0 : 0 (пен: 3:1) |
| Власина         | Рад               | 2 : 0            |
| Партизан        | Тимок             | 1 : 1 (пен: 4:5) |
| Црвена звезда   | Младост Подгорица | 2 : 1            |
| Смедерево       | Црвена стијена    | 4 : 0            |
| Раднички Сомбор | Колубара          | 0 : 1            |

## Четвртфинале
| Тим 1         | Тим 2      | Резултат         |
| ------------- | ---------- | ---------------- |
| Црвена звезда | Смедерево  | 2 : 0            |
| ОФК Београд   | Хајук Кула | 1 : 0            |
| Раднички Ниш  | Тимок      | 2 : 0            |
| Колубара      | Власина    | 0 : 0 (пен: 5:4) |

## Полуфинале
| Раднички Ниш | 0 : 5 | Црвена звезда                                  |
| ------------ | ----- | ---------------------------------------------- |
|              |       | Сузуки 27’, 80’ · Баста 29’ · Пуровић 33’, 59’ |

| ОФК Београд                                                    | 4 : 1 | Колубара     |
| -------------------------------------------------------------- | ----- | ------------ |
| Баковић 21’ · M. Ранковић 34’ (а.г.) · Симић 56’ · Божовић 83’ |       | Павловић 59’ |

## Финале
| Црвена звезда                              | 4 : 2 (п. с. н.) | ОФК Београд                    |
| ------------------------------------------ | ---------------- | ------------------------------ |
| Жигић 66’, 101’ · Пуровић 73’ · Баста 117’ |                  | Ракић 10’ · Бишевац 59’ (а.г.) |